# François-Chrétien Vanden Sande
François-Chrétien Vanden Sande (Brussel, 17 maart 1780 - ?) was een militair, geboren in de Oostenrijkse Nederlanden en van Brusselse oorsprong.
Hij was de zoon van Jean-Baptiste Vanden Sande en Marie-Catherine Schuermans. Op 1 februari 1793 trad hij in dienst als cadet bij de jagers van kapitein Leloup. Deze eenheid was opgericht onder Oostenrijkse heerschappij. Op 20 mei 1795 werd hij onderluitenant. Zijn echte militaire carrière begon pas onder Franse heerschappij. Op 11 september 1803 werd hij 2e luitenant (sous-lieutenant) bij het Franse 112e linie regiment, een eenheid voornamelijk bestaande uit Belgen. In de volgende jaren verkreeg Vanden Sande de volgende promoties:
- 5 oktober 1806: 1e luitenant
- 9 juni 1809: kapitein
- 23 mei 1813: bataljonscommandant
- 22 oktober 1814: ontslag uit Franse dienst

Op 18 februari 1815 nam Vanden Sande opnieuw dienst, ditmaal voor Nederland als luitenant-kolonel van het 7de Bataljon Infanterie van linie. Tijdens de Waterloocampagne zou hij actie zien tijdens de Slag bij Quatre-Bras en in de Slag bij Waterloo als onderdeel van de Brigade van Bylandt. Te Waterloo raakte hij gewond en moest het slagveld verlaten.